# فيكتور تيرازاس
فيكتور تيرازاس (بالإسبانية: Victor Terrazas)‏ مواليد 11 فبراير 1983 في غوادالاخارا، هو ملاكم محترف مكسيكي يصنف ضمن فئة وزن الديك.

## المسيرة الاحترافية
من نزالاته:
- خسر أمام ليو سانتا كروز بالضربة الفنية القاضية (24-08-2013).
- انتصر على كريستيان مايجاريس (20-04-2013).
- انتصر على فرناندو مونتيل (14-04-2012).
- خسر أمام ريندال مونرو بالضربة الفنية القاضية (23-04-2010).

## إحصائيات
خاض خلال مسيرته 41 نزالا، فاز في 37 وتعادل في 1 وخسر في 3. فاز بالضربة القاضية في 21 نزالا.

## روابط خارجية
- فيكتور تيرازاس على موقع بوكس ريك (الإنجليزية) (registration required)